# 알무녜카르
알무녜카르(Almuñécar)는 스페인 안달루시아 지방의 주인 그라나다주의 도시로, 인구는 27,544명(2008년 기준), 면적은 83.36km2이다.